# Willem Hesselink
Willem Frederik Hesselink (Amhem, 8 febbraio 1878 – 1º dicembre 1973) è stato un allenatore di calcio e calciatore olandese, di ruolo attaccante.

## Caratteristiche tecniche
Hesselink era dotato nell'atletica, sport nel quale deteneva diversi titoli nazionali.

## Carriera
Nato ad Amhem, fu uno dei fondatori del Vitesse nel 1892, quando Hesselink aveva 14 anni. Gioca al Vitesse tra il 1892 e il 1899 quando si trasferisce all'HVV di L'Aia. In due anni vinse due titoli nazionali. Nel 1902 si trasferisce a Monaco di Baviera, ove studia nel 1903, e si unisce al Bayern Monaco.
Il 14 maggio del 1905 esordisce in Nazionale maggiore nella vittoria per 4-0 contro il Belgio. Alcuni storici attribuiscono una delle due reti segnate a lui.

## Biografia
Morì nel 1973 alle'età di 95 anni.

## Palmarès
- Campionato olandese: 2

HVV: 1899-00, 1900-01